# Munidopsis bermudezi
Munidopsis bermudezi är en kräftdjursart som beskrevs av Fenner A. Chace 1939. Munidopsis bermudezi ingår i släktet Munidopsis och familjen trollhumrar. Inga underarter finns listade i Catalogue of Life.